# Sarolt
Sarolt (n. 950 d.Hr. – d. 1008) a fost soția lui Géza, Marele Principe al maghiarilor și mama Sfântului Ștefan, regele Ungariei.
Sarolt a fost fiica lui Gyula (cel Bătrân) al Transilvaniei și a fost, probabil, educată în credința ortodoxă. Ea a fost căsătorită cu Géza, fiul lui Taksony, Géza, Marele Principe al maghiarilor, care i-a urmat la tron tatălui său înainte de 972.
Sarolt a exercitat o puternică influență asupra soțului ei, ceea ce i-a permis să participe la treburile statului. Ea a fost privită cu suspiciune de către catolicii misionari. Cronicile au acuzat-o că bea mult și comitea omoruri.
După moartea soțului ei în 997, unul dintre verii mai îndepărtați, Koppány, a pretins conducerea maghiarilor împotriva fiului ei, Ștefan I (Vajk) (cel numit mai târziu Sfântul Ștefan), deoarece, conform tradiției, Koppány ar fi trebuit să se căsătorească cu Sarolt. Koppány, cu toate acestea, a fost învins și, la scurt timp după aceea, fiul lui Sarolt a fost încoronat ca primul rege al Ungariei.
Numele ei (Šar-oldu) este de origine turcică și înseamnă „nevăstuică albă (hermină)”. Ea a fost, de asemenea, supranumită „Bele knegini” de către supușii ei slavi, ceea ce înseamnă „regina albă”.

## Căsătoria și copiii
Căsătorită cu  Géza, Marele Principe al maghiarilor (c. 945 – 997).
Au avut cinci copii:
- Judith (? – după 988), soția viitorului rege Boleslav I al Poloniei
- Margareth (? – după 988), soția viitorului țar Gavril Radomir al Bulgariei
- Regele Ștefan I al Ungariei (967/969/975 – 15 august 1038)
- Gizella (? – după 1026), soția lui Otto Orseolo, doge al Veneției
- Sarolta (? – ?), soția viitorului rege Samuel Aba al Ungariei